# Związek Samopomocy Chłopskiej
Związek Samopomocy Chłopskiej (ZSCh) – społeczno-zawodowa organizacja rolników o charakterze masowym istniejąca w latach 1944–1956, powołana w celu organizowania wzajemnej pomocy i udzielania wsparcia w przeprowadzeniu reformy rolnej oraz osadnictwa na ziemiach zachodnich.

## Powołanie Związku
Związek Samopomocy Chłopskiej powołany został na I Zjeździe ZSCh, który odbył w 1944 r. w Lublinie. Związek zastąpił przedwojenne Centralne Towarzystwo Organizacji i Kółek Rolniczych, które zrzeszało organizacje zawodowe rolników, koła gospodyń wiejskich i kółka rolnicze.
Członkami związku byli rolnicy, a szerzej biorąc wszyscy mieszkańcy wsi.
Pod względem organizacyjnym, obok centrali, funkcjonowały wojewódzkie i powiatowe zarządy oraz koła gminne.
W strukturze ZSCh jako autonomiczna organizacja działały koła gospodyń wiejskich.

## Statutowe zadanie Związku
Wśród podstawowych zadań związku wymieniano:
- rozbudowę spółdzielczości wiejskiej,
- udział w przeprowadzaniu reformy rolnej,
- organizację wzajemnej pomocy chłopskiej w realizacji zadań gospodarczych,
- odbudowę produkcji rolniczej,
- przejęcie i zagospodarowanie resztówek poparcelacyjnych,
- organizację rolniczej akcji przesiedleńczej na ziemiach odzyskanych,
- udział w pomocy państwa dla gospodarstw chłopskich,
- rozwój życia kulturalnego na wsi,
- rozwój pozaszkolnej oświaty rolniczej.

## Zadania Związku w 1946 r.
W 1946 r. podjęto decyzję o likwidacji izb rolniczych, zaś zadania izb rolniczych w dziedzinie rolnictwa przeszły na stowarzyszenie „Związek Samopomocy Chłopskiej”. Podobnie majątek izb rolniczych jaki pozostał po umorzeniu zobowiązań, przekazano na cele rolnicze Związku.
Po przejęciu przez ZSCh izb rolniczych i powiatowych biur rolnych, zadania organizacji, zwłaszcza w bezpośrednim kierowaniu produkcją rolną, poważnie wzrosły. Wśród zadań gospodarczych Związku podjęto funkcję kontroli społecznej, zwłaszcza w zakresie zaopatrzenia wsi w deficytowe środki produkcji oraz w skupie produktów rolnych.

## Zadania Związku w 1948 r.
W 1948 r. nastąpiła zmiana polityki rolnej, która miała doprowadzić do powstania rolniczych spółdzielni produkcyjnych. W związku z tym zobowiązano Związek do aktywnego udziału w przebudowie ustroju rolnego. Taka polityka rolna znacznie osłabiła pracę samorządu, odsuwając na dalszy plan działalność gospodarczą, organizacyjną i szkoleniową.

## Zniesienie Związku
Zmiana polityki rolnej w 1956 r., polegająca na reaktywowaniu działalności kółek rolniczych i kół gospodyń wiejskich, spowodowała rozwiązanie Związku Samopomocy Chłopskiej.